# Цзайтянь
Цзайтя́нь (кит.: 載湉; піньїнь: Zàitián), храмове ім'я Децзу́н (кит.: 德宗; піньїнь: Dézōng; 14 серпня 1871 — 14 листопада 1908) — маньчжурський державний і політичний діяч, одинадцятий імператор династії Цін.

## Життєпис
Представник роду Айсін Ґьоро. Другий син Цзайчунь. Зійшов на трон у 4-річному віці. Спочатку керував країною за допомоги свої бабусі-регентки Цисі. Зазнав поразки у японсько-цінській війні 1894-1895 років.
З 1898 року намагався провести курс радикальних реформ, скерованих на модернізацію імперії. Заснував Імператорську школу, майбутній Пекінський університет. У результаті палацового перевороту 1898 за сприяння Цисі та консерваторів, опинився під домашнім арештом. Під час боксерського повстання 1901 року тимчасово залишив Пекін.
Помер у Забороненому місті. У 2008 році китайські дослідники опублікували матеріали дослідження рештків імператора, згідно з якими Цзайтянь був отруєний арсеном.
Девіз правління — Ґуансюй

## Імена
- Посмертне ім'я — Імператор Цзін.
- Храмове ім'я — Децзун.
- Тронне ім'я — Ґуансюй.